# México en la clasificación de Concacaf para la Copa Mundial de Fútbol de 1982
La selección de fútbol de México fue uno de los quince equipos nacionales que participaron en la Clasificación de Concacaf para la Copa Mundial de Fútbol, en la cual definió dos representantes para la Copa Mundial de Fútbol de 1982 que se desarrollaría en España.
Empezó el camino en octubre de 1980, con un empate a uno contra Canadá, luego vino una sólida victoria de 5-1 frente a Estados Unidos. Nuevamente contra Canadá se obtuvo otro empate por el mismo marcador y el último encuentro de la Zona de Norteamérica fue una derrota ante Estados Unidos.
Se avanzó como segundo al Campeonato de Naciones de la Concacaf 1981, que se jugó en noviembre de 1981 en el Estadio Nacional de Tegucigalpa, Honduras. El primer encuentro fue una amplia victoria de 4-0 contra Cuba, siendo este su último triunfo del torneo.
El segundo encuentro fue una dura derrota contra El Salvador y los tres faltantes fueron empates contra Haití (1-1), Canadá (1-1) y el anfitrión Honduras (0-0), quedando así como tercer lugar son poder calificar al Mundial.

## Sistema de juego
Los equipos se dividieron en tres zonas atendiendo a consideraciones geográficas. En cada zona se clasificarían dos equipos, hasta formar una ronda final compuesta por una liguilla de seis equipos disputada bajo la modalidad de "todos contra todos".
Los dos primeros obtenían el pase al Mundial. Todos los partidos de esta fase final coincidirían con el Campeonato de Naciones 1981.

## Sede
| Ciudad de México                |
| ------------------------------- |
| Estadio Azteca                  |
| Capacidad: 110 000 espectadores |
|                                 |

## Jugadores
| #    | Posición       | Nombre               | Club               |
| ---- | -------------- | -------------------- | ------------------ |
| 1    | Portero        | Francisco Castrejón  | Atlas              |
| 2    | Portero        | Prudencio Cortés     | UAG                |
| 3    | Portero        | Ignacio Rodríguez    | Zacatepec          |
| 4    | Defensa        | Pareja López         | UNAM               |
| 5    | Defensa        | Vinicio Bravo        | América            |
| 6    | Defensa        | Arturo Vázquez Ayala | UNAM               |
| 7    | Defensa        | Mario Alberto Trejo  | América            |
| 8    | Defensa        | Rafael Toribio       | Cruz Azul          |
| 9    | Defensa        | Juan Manuel Álvarez  | UAG                |
| 10   | Defensa        | Alfredo Tena         | América            |
| 11   | Defensa        | Gustavo Vargas       | UNAM               |
| 12   | Defensa        | Fernando Quirarte    | Guadalajara        |
| 13   | Centrocampista | José Luis González   | Atlante            |
| 14   | Centrocampista | Juan Antonio Luna    | América            |
| 15   | Centrocampista | Tomás Boy            | UANL               |
| 16   | Centrocampista | Leonardo Cuéllar     | Atletas Campesinos |
| 17   | Centrocampista | Manuel Manzo         | UNAM               |
| 18   | Centrocampista | Alejandro Ramírez    | Atlante            |
| 19   | Centrocampista | Guillermo Mendizábal | Cruz Azul          |
| 20   | Centrocampista | Enrique López Zarza  | UNAM               |
| 21   | Centrocampista | Pedro Munguía        | Toluca             |
| 22   | Centrocampista | Manuel Negrete       | UNAM               |
| 23   | Delantero      | Ricardo Castro       | Zacatepec          |
| 24   | Delantero      | Sergio Lira          | Atlante            |
| 25   | Delantero      | Jaime Pajarito       | Guadalajara        |
| 26   | Delantero      | Adrián Camacho       | Cruz Azul          |
| 27   | Delantero      | Hugo Sánchez         | Atlético de Madrid |
| 28   | Delantero      | Cristóbal Ortega     | América            |
| 29   | Delantero      | Rodolfo Montoya      | Cruz Azul          |
| Ent. | Raúl Cárdenas  | Raúl Cárdenas        | Raúl Cárdenas      |

## Partidos

### Zona de Norteamérica
| Equipo         | Pts. | PJ | PG | PE | PP | GF | GC | Dif |
| -------------- | ---- | -- | -- | -- | -- | -- | -- | --- |
| Canadá         | 5    | 4  | 1  | 3  | 0  | 4  | 3  | 1   |
| México         | 4    | 4  | 1  | 2  | 1  | 8  | 5  | 3   |
| Estados Unidos | 3    | 4  | 1  | 1  | 2  | 4  | 8  | -4  |

| 18 de octubre de 1980 | Canadá         | 1:1 (1:0) | México      | Exhibition Stadium, Toronto                                            |                                                                        |
|                       | Stojanović 43' |           | Sánchez 89' | Asistencia: 6 371 espectadores Árbitro(s): Luis Paulino Siles Calderón | Asistencia: 6 371 espectadores Árbitro(s): Luis Paulino Siles Calderón |

| 9 de noviembre de 1980 | México                                                         | 5:1 (4:0) | Estados Unidos   | Estadio Azteca, Ciudad de México                               |                                                                |
|                        | Sánchez 24' · Camacho 31', 55' · Mendizábal 37' · González 40' |           | Davis 76' (pen.) | Asistencia: 90 000 espectadores Árbitro(s): José Luis Valverde | Asistencia: 90 000 espectadores Árbitro(s): José Luis Valverde |

| 16 de noviembre de 1980 | México             | 1:1 (1:0) | Canadá   | Estadio Azteca, Ciudad de México                                    |                                                                     |
|                         | Sánchez 30' (pen.) |           | Gray 59' | Asistencia: 108 000 espectadores Árbitro(s): Cecilio Midence Torres | Asistencia: 108 000 espectadores Árbitro(s): Cecilio Midence Torres |

| 23 de noviembre de 1980 | Estados Unidos  | 2:1 (1:1) | México      | Lockhart Stadium, Fort Lauderdale                                         |                                                                           |
|                         | Moyers 31', 65' |           | Sánchez 40' | Asistencia: 2 126 espectadores Árbitro(s): Marco Antonio Gracias Regalado | Asistencia: 2 126 espectadores Árbitro(s): Marco Antonio Gracias Regalado |

### Ronda final
| Equipo      | Pts. | PJ | PG | PE | PP | GF | GC | Dif |
| ----------- | ---- | -- | -- | -- | -- | -- | -- | --- |
| Honduras    | 8    | 5  | 3  | 2  | 0  | 8  | 1  | 7   |
| El Salvador | 6    | 5  | 2  | 2  | 1  | 2  | 1  | 1   |
| México      | 5    | 5  | 1  | 3  | 1  | 6  | 3  | 3   |
| Canadá      | 5    | 5  | 1  | 3  | 1  | 6  | 6  | 0   |
| Cuba        | 4    | 5  | 1  | 2  | 2  | 4  | 8  | -4  |
| Haití       | 2    | 5  | 0  | 2  | 3  | 2  | 9  | -7  |

| 1 de noviembre de 1981 | México                                   | 4:0 (2:0) | Cuba | Estadio Nacional, Tegucigalpa                                    |                                                                  |
|                        | Castro 18' · Sánchez 43' 50' · Manzo 53' |           |      | Asistencia: 40 720 espectadores Árbitro(s): Rómulo Méndez Molina | Asistencia: 40 720 espectadores Árbitro(s): Rómulo Méndez Molina |

| 6 de noviembre de 1981 | México | 0:1 (0:0) | El Salvador   | Estadio Nacional, Tegucigalpa                                    |                                                                  |
|                        |        |           | Hernández 81' | Asistencia: 33 237 espectadores Árbitro(s): José de Assis Aragão | Asistencia: 33 237 espectadores Árbitro(s): José de Assis Aragão |

| 11 de noviembre de 1981 | México      | 1:1 (0:0) | Haití     | Estadio Nacional, Tegucigalpa                                             |                                                                           |
|                         | Sánchez 87' |           | Cadet 47' | Asistencia: 22 774 espectadores Árbitro(s): César Humberto Pagano Trucios | Asistencia: 22 774 espectadores Árbitro(s): César Humberto Pagano Trucios |

| 15 de noviembre de 1981 | México     | 1:1 (1:0) | Canadá     | Estadio Nacional, Tegucigalpa                           |                                                         |
|                         | Castro 29' |           | Bridge 57' | Asistencia: 22 395 espectadores Árbitro(s): David Socha | Asistencia: 22 395 espectadores Árbitro(s): David Socha |

| 22 de noviembre de 1981 | Honduras | 0:0 | México | Estadio Nacional, Tegucigalpa                           |  |
|                         |          |     |        | Asistencia: 50 000 espectadores Árbitro(s): David Socha |  |

## Estadísticas

### Clasificación general
| Pos. | Selección             | Pts. | PJ | PG | PE | PP | GF | GC | Dif | Rend. |
| ---- | --------------------- | ---- | -- | -- | -- | -- | -- | -- | --- | ----- |
| 1    | Honduras              | 20   | 13 | 8  | 4  | 1  | 23 | 6  | 17  | 76.9% |
| 2    | El Salvador           | 18   | 13 | 7  | 4  | 2  | 14 | 6  | 8   | 69.2% |
| 3    | Cuba                  | 11   | 9  | 4  | 3  | 2  | 11 | 8  | 3   | 61.1% |
| 4    | Canadá                | 10   | 9  | 2  | 6  | 1  | 10 | 9  | 1   | 55.6% |
| 5    | Guatemala             | 9    | 8  | 3  | 3  | 2  | 10 | 2  | 8   | 56.3% |
| 6    | México                | 9    | 9  | 2  | 5  | 2  | 14 | 8  | 6   | 50%   |
| 7    | Haití                 | 7    | 9  | 2  | 3  | 4  | 6  | 11 | -5  | 38.9% |
| 8    | Costa Rica            | 6    | 8  | 1  | 4  | 3  | 6  | 10 | -4  | 37.5% |
| 9    | Surinam               | 5    | 4  | 2  | 1  | 1  | 5  | 3  | 2   | 62.5% |
| 10   | Trinidad y Tobago     | 4    | 4  | 1  | 2  | 1  | 1  | 2  | -1  | 50%   |
| 11   | Guyana                | 4    | 6  | 2  | 0  | 4  | 8  | 13 | -5  | 33.3% |
| 12   | Antillas Neerlandesas | 3    | 4  | 0  | 3  | 1  | 1  | 2  | -1  | 37.5% |
| 13   | Estados Unidos        | 3    | 4  | 1  | 1  | 2  | 4  | 8  | -4  | 37.5% |
| 14   | Panamá                | 1    | 8  | 0  | 1  | 7  | 3  | 24 | -21 | 6.3%  |
| 15   | Granada               | 0    | 2  | 0  | 0  | 2  | 4  | 8  | -4  | 0%    |

### Goleadores
| Jugador              |   | PJ |
| -------------------- | - | -- |
| Hugo Sánchez         | 7 | 8  |
| Adrián Camacho       | 2 | 5  |
| Ricardo Castro       | 2 | 7  |
| José Luis González   | 1 | 3  |
| Manuel Manzo         | 1 | 4  |
| Guillermo Mendizábal | 1 | 7  |